# Руст (Баден)
Руст (њем. Rust) општина је у њемачкој савезној држави Баден-Виртемберг. Једно је од 51 општинског средишта округа Ортенау. Према процјени из 2010. у општини је живјело 3.723 становника. Посједује регионалну шифру (AGS) 8317114.

## Географски и демографски подаци
Руст се налази у савезној држави Баден-Виртемберг у округу Ортенау. Општина се налази на надморској висини од 169 метара. Површина општине износи 13,3 km². У самом мјесту је, према процјени из 2010. године, живјело 3.723 становника. Просјечна густина становништва износи 281 становника/km².

## Међународна сарадња
| Мјесто | Држава    | Врста сарадње | Од    |
| ------ | --------- | ------------- | ----- |
|        | Француска | партнерство   | 1984. |
| Извор  |           |               |       |